# Lothar Determann
Lothar Determann (* 3. April 1969 in Marburg) ist ein deutschamerikanischer Rechtsanwalt in Kalifornien. In Silicon Valley befasst er sich mit IT-Recht.

## Leben
Determanns Eltern sind der Physiker Hans Determann und die Grundschullehrerin Marie-Luise Determann geb. Giesel. Nach dem Abitur an der Goetheschule Wetzlar (1988) machte Determann eine zweijährige Banklehre bei der Deutschen Bank in München. An der Universität Passau studierte er ab 1990 Rechtswissenschaft mit Rechtsgeschichte Frankreichs und Common Law. 1991 wurde er im Corps Budissa-Leipzig zu Passau aktiv. Nachdem er alle Voraussetzungen für die Examenszulassung erworben hatte, wechselte er 1993 zur Examensvorbereitung an die Freie Universität Berlin. Dort schloss er sich auch dem Corps Vandalia-Teutonia Berlin an. Am 2. Februar 1994 bestand er das Erste Juristische Staatsexamen. Im selben Jahr erhielt er die Klinggräff-Medaille. Seit Mai 1994 wissenschaftlicher Mitarbeiter am Fachbereich Rechtswissenschaft der FU Berlin, durchlief er von 1995 bis 1997 das Referendariat am Kammergericht. Am 30. Januar 1996 wurde er summa cum laude zum Dr. iur. promoviert. Am 7. Oktober 1997 bestand er die Assessorprüfung. Seit dem 7. Juli 1999 habilitierter Privatdozent, unterrichtete er in Seminaren und Übungen Electronic Commerce Law. 1999 in Frankfurt am Main als Rechtsanwalt zugelassen, ging er als Attorney at Law (California) zu Baker & McKenzie in San Francisco und Palo Alto; 2002 wurde er Partner. Als Visiting Associate Professor of Law hielt er an der University of San Francisco Vorlesungen zu Information Technology Law, Electronic Commerce Law, Data Privacy Law und Intellectual Property and Outsourcing. Als Lecturer und Adjunct Professor liest er Computer Law an der University of California, Berkeley und Data Privacy Law an der University of California, Hastings College of the Law. Die Stanford Law School hatte ihn 2011 eingebunden. 
Determann ist Mitglied der Vereinigung der Deutschen Staatsrechtslehrer. Im September 2019 gehörte er zu den etwa 100 Staatsrechtslehrern, die sich mit dem offenen Aufruf zum Wahlrecht Verkleinert den Bundestag! an den Deutschen Bundestag wandten.

## Werke
- Neue, gefahrverdächtige Technologien als Rechtsproblem – Beispiel: Mobilfunk-Sendeanlagen. Duncker & Humblot, Berlin 1996. ISBN 3-428-08668-6. (Dissertation). GoogleBooks
- Kommunikationsfreiheit im Internet. Nomos Verlag 1999 (Habilitationsschrift). GoogleBooks
- mit Helmut Lecheler: Die rechtlichen Vorgaben für die Sozialversicherungsträger bei der Bestimmung des Rechtsstatus ihrer Bediensteten. Rechtsgutachten erstellt im Auftrag der Gewerkschaft für Sozialversicherung. Duncker & Humblot 1999. GoogleBooks
- Determann's Field Guide to International Data Privacy Law Compliance. Edward Elgar Publishing, London – New York  2012. GoogleBooks Determann verzeichnet 88 Publikationen und 186 Fachvorträge.